# أنهيدريد الأسيتيك
أنهيدريد الأسيتيك أو أندريد الخليك (أو أنهيدريد الخليك، أو بلا ماء حمض الخل) هو مركب كيميائي عضوي من مجموعة الأنهيدريدات (بلا ماء الأحماض) له الصيغة الكيميائية C4H6O3، ويكون على شكل سائل عديم اللون، له رائحة واخزة قوية تشبه رائحة الخل.
يعد أنهيدريد الأسيتيك مشتقاً من حمض الخليك (حمض الأسيتيك) وذلك بنزع جزيء ماء من جزيئتي حمض الخليك.

## التحضير
يحضر أنهيدريد الأسيتيك (أو بلا ماء حمض الخليك) كما يشير الاسم من إجراء تفاعل بلمهة، أي نزع لجزيء ماء من جزيئتي حمض الخليك.
يمكن أن يتم تفاعل التحضير مخبرياً من تفاعل كلوريد الأسيتيل مع أسيتات الصوديوم (خلات الصوديوم)، حيث يحذف جزي كلوريد الصوديوم كما يشير التفاعل التالي:
أما صناعياً فيتم التحضير من تفاعل بلمهة (نزع ماء) من حمض الخليك عند درجات ححرارة تصل إلى 800 °س.

## الخصائص
يتفاعل أنهيدريد الأسيتيك (بلاماء حمض الخل) عند التماس مع الماء بتفاعل حلمهة إلى حمض الخليك. يحدث تفاعل التفكك هذا في الماء الساخن بشكل أسرع من الماء البارد، كما يتسرّع التفاعل في وجود حفاز حمضي أو قلوي.
كما هو الحال مع باقي الأنهيدريدات فإن أنهيدريد الأسيتيك يتفاعل مع الكحولات ليعطي الإسترات الموافقة، أما مع الأمونياك يعطي الأميدات الموافقة.

## الاستخدامات
يستخدم أنهيدريد الأسيتيك بشكل واسع في العديد من الصناعات الكيميائية كمادة بادئة لتحضير مواد هامة مثل أسيتات السليولوز.